# María Nsué Angüe
María Nsué Angüe, née en 1945 à Ebebiyín, dans la province de Kié-Ntem et morte le 18 janvier 2017, est une femme de lettres et femme politique équatoguinéenne.

## Biographie
Sa famille émigre en Espagne lorsqu'elle a 8 ans.
Elle est l'autrice d'Ekomo, premier roman publié par une femme de ce pays, ainsi que de poèmes et de nouvelles.

## Œuvre
- Ekomo, Universidad nacional de educación a distancia, UNED, Madrid, 1985, réédition SIAL Ediciones, colección Casa de África, Madrid 2007
- Mbaya, o la leyenda del sauce llorón, Nubenegra, Madrid 1997
- Relatos, Centro cultural hispano-guineano, Malabo 1999

## Traductions en français
- Ekomo, au cœur de la forêt guinéenne (titre original: Ekomo), traduit de l'espagnol par Françoise Harraca, Éditions L'Harmattan, Paris, 1995